# República Socialista Soviètica del Kazakhstan
La República Socialista Soviètica del Kazakhstan (RSS del Kazakhstan), avui en dia anomenada Kazakhstan i situada a l'Àsia central, era la segona república constitutiva més gran de la Unió Soviètica. Tenia una superfície de 2.717.300 km². La seva capital era Alma-Atà, actualment anomenada Almati.
El cosmòdrom de la Unió Soviètica anomenat Cosmòdrom de Baikonur estava situat en aquesta república, concretament a l'antiga ciutat secreta de Léninsk, avui en dia anomenada Baikonur.

## Història[calcitació]
La república es va crear el 26 d'agost de 1920 sota el nom de República Socialista Soviètica Autònoma Kirguís (o dels Kirguís) i formava part de la República Socialista Federativa Soviètica de Rússia. Entre el 15 i el 19 d'abril de 1925 va passar a anomenar-se República Socialista Soviètica Autònoma del Kazakhstan (o dels Kazakhs) i, finalment el 5 de desembre del 1936 es va crear l'RSS del Kazakhstan separada de Rússia.
Comptava amb un Soviet Suprem de 430 diputats (205 kazakhs, 158 russos, 56 ucraïnesos i 8 d'altres nacionalitats). Fou l'ètnia que va perdre més efectius durant el període, ja que es calcula que entre el 1916 i el 1934 van morir 3.300.000 kazakhs (molts a la revolta del 1931, aixafada per la cavalleria de Budienni), i 1.300.000 més van marxar a l'exili, cosa que els reduirà en un terç. Molts d'ells eren clergues, empresonats i assassinats per les autoritats soviètiques en les campanyes antireligioses, en les quals tancaren les madrasses i les maktabs. El rus Goloixeskin, primer secretari, i U. Issàiev, president del Sovnàrkom, eren partidaris de la línia dura per a acabar amb els beis i sovietitzar els auls.
El 1936 fou executat el cap del soviet suprem, Nedirbai Aitàkov, acusat de trotskisme i bukharinisme. I el 1938 ho seran I. Abdrakhmànov, cap del Kirrevkom, U. Kulambetov i U. Isabajev, president i primer secretari del Partit, Ahmed Baitursun, S. Seiful·lin, successor dels Alaix Ordà en el partit, i altres. Durant aquests anys moltes parts del país foren altament industrialitzades i amb estructures, encara que la col·lectivització del 1930-1940 li va costar la vida a un milió de kazakhs.
El 1943 es frenà la pressió antireligiosa i es va establir la SADUM (Administració Eclesiàstica de l'Àsia central i Kazakhstan), de caràcter oficialista, per donar aparença d'independència religiosa als musulmans, que en la pràctica restava restringida.
A la mort de Stalin i la caiguda dels seus partidaris, es renovà totalment la direcció de l'RSS, dirigida per membres de la Gran Horda i per russos que volien fer carrera abans d'anar a Moscou. Durant els anys 1953 i 1964 es va impulsar als ciutadans soviètics a desenvolupar les terres verges del Kazakhstan i programes nuclears que promogueren el desenvolupament del centre espacial de Baikonur (Léninsk) i el complex de Semipalàtinsk. La gran afluència d'immigrants majoritàriament russos, però també minories ètniques deportades, van trencar l'equilibri ètnic kazakh i van permetre als forans superar en nombre els mateixos kazakhs. La població russa creixerà del 19,7% el 1927 al 42,7% el 1959, i prendrà el control de la república. Entre el 1936 i el 1952 s'hi establirien tres milions de deportats i exiliats (txetxens, alemanys, coreans, kurds, grecs, tàtars i meixkets). Les altres nacionalitats incloïen ucraïnesos, alemanys, belarussos, coreans i d'altres indrets. Els alemanys suposaven, en el moment de la independència, el 8% de la població, fet que representava la concentració més gran d'alemanys de la Unió Soviètica. La independència ha fet que molts dels ciutadans d'aquestes nacionalitats hagin emigrat. Els reptes actuals del país són: resoldre les diferències ètniques, accelerar reformes del mercat, establir relacions estables amb Rússia, la Xina i d'altres potències estrangeres i aprofitar més els recursos energètics del país.
Dinmukhamed Kunàiev, màxim dirigent de la política kazakh del 1960 al 1986, fou el màxim exponent del clientelisme soviètic al Turquestan. Fou un dels més aferrissats partidaris de Bréjnev a la zona i amo absolut del país. Fou destituït sota l'acusació de corrupció el 1986, i la seva substitució pel rus Guennadi Kolbin va provocar forts disturbis a Almati (Jeltoqsan).
El 10 de desembre de 1990 l'RSS del Kazakhstan va passar a anomenar-se República del Kazakhstan i sis dies més tard va obtenir la independència.